# But Beautiful (chanson)
Pour les articles homonymes, voir But Beautiful.
 (juillet 2024).
La mise en forme du texte ne suit pas les recommandations de Wikipédia : il faut le « wikifier ».
Les points d'amélioration suivants sont les cas les plus fréquents. Le détail des points à revoir est peut-être précisé sur la page de discussion.
- Les titres sont pré-formatés par le logiciel. Ils ne sont ni en capitales, ni en gras.
- Le texte ne doit pas être écrit en capitales (les noms de famille non plus), ni en gras, ni en italique, ni en « petit »…
- Le gras n'est utilisé que pour surligner le titre de l'article dans l'introduction, une seule fois.
- L'italique est rarement utilisé : mots en langue étrangère, titres d'œuvres, noms de bateaux, etc.
- Les citations ne sont pas en italique mais en corps de texte normal. Elles sont entourées par des guillemets français : « et ».
- Les listes à puces sont à éviter, des paragraphes rédigés étant largement préférés. Les tableaux sont à réserver à la présentation de données structurées (résultats, etc.).
- Les appels de note de bas de page (petits chiffres en exposant, introduits par l'outil «  Source ») sont à placer entre la fin de phrase et le point final[comme ça].
- Les liens internes (vers d'autres articles de Wikipédia) sont à choisir avec parcimonie. Créez des liens vers des articles approfondissant le sujet. Les termes génériques sans rapport avec le sujet sont à éviter, ainsi que les répétitions de liens vers un même terme.
- Les liens externes sont à placer uniquement dans une section « Liens externes », à la fin de l'article. Ces liens sont à choisir avec parcimonie suivant les règles définies. Si un lien sert de source à l'article, son insertion dans le texte est à faire par les notes de bas de page.
- La présentation des références doit suivre les conventions bibliographiques. Il est recommandé d'utiliser les modèles {{Ouvrage}}, {{Chapitre}}, {{Article}}, {{Lien web}} et/ou {{Bibliographie}}. Le mode d'édition visuel peut mettre en forme automatiquement les références.
- Insérer une infobox (cadre d'informations à droite) n'est pas obligatoire pour parachever la mise en page.

Pour une aide détaillée, merci de consulter Aide:Wikification.
Si vous pensez que ces points ont été résolus, vous pouvez retirer ce bandeau et améliorer la mise en forme d'un autre article.
But Beautiful est une chanson populaire avec une musique écrite par Jimmy Van Heusen et des paroles de Johnny Burke. La chanson a été publiée en 1947.
Il s'agit de l'une des cinq chansons écrites par Burke et Van Heusen présentées dans le film Road to Rio (1947) de Paramount Pictures. La chanson apparait dès le générique sur un rythme brésilien, crée par Bing Crosby  et chanté par Dorothy Lamour vedette féminine du film .
La chanson fut un succès en 1948 pour Frank Sinatra (atteignant la 14e place dans les charts), Bing Crosby (n°20), Margaret Whiting (n°21) et Art Lund (n°25).
Le premier enregistrement jazz de But Beautiful est attribué à Tex Beneke  ; cette version est présentée dans l'émission de radio populaire "Your Hit Parade" le 14 février 1948. Elle y est restée pendant neuf semaines et a une fois atteint la troisième place, "which was quite a record for a song that sophisticated” selon Allen Forte dans son livre Listening to Classic American Popular Songs (cité par le site Jazz Standards  ).
But Beautiful a été une favorite des chanteurs de pop et de jazz pendant des générations et continue d'être reprise par des chanteurs contemporains comme Dena DeRose, Wesla Whitfield, Bobbe Norris et Tiziana Ghiglioni. Les pianistes Chick Corea et Kenny Drew, Jr. ainsi que les guitaristes Mimi Fox et Ron Eschete ont enregistré la chanson. Le Bill Evans Trio a intitulé un album But Beautiful.
La tonalité originale est en sol majeur et a la forme A-B1-A-B2. But Beautiful a cependant été enregistrée dans de nombreuses tonalités différentes, notamment FA majeur (dans une version ultérieure de Frank Sinatra), DO majeur (Bill Evans et Stan Getz), RE majeur (Tony Bennett et Lady Gaga), Billie Holiday (B bémol majeur) et Nat King Cole (E majeur). Il est généralement interprété sous forme de ballade.

## Autres versions
- Joe Pass on his album Catch Me! in 1963
- Tex Beneke released a version in 1947 with Garry Stevens on vocal.
- Tony Bennett on his first album with the jazz pianist Bill Evans -- The Tony Bennett Bill Evans Album (1975).
- Royce Campbell on his CD, Plays for Lovers
- The Coasters on their album One by One (1960).
- Alma Cogan - With You in Mind (1962)
- Nat King Cole on his album The Very Thought of You (1958).
- Shawn Colvin sang the song for AT&T's concert for the benefit of the Walden Woods Project and The Thoreau Institute at Walden Woods, which was released on the album Stormy Weather (1998).
- Chick Corea on his albums, Solo Piano - Standards (2000) and Trilogy 2.
- Doris Day released a version in 1957 on her Day by Day album. (Columbia Records CL-942) Recorded Sept. 17–20, 1956, conducted by Paul Weston.
- Bob Dylan - Triplicate (2017)
- Jazz pianist Eliane Elias included the composition in her 2008 album Something for You: Eliane Elias Sings &amp; Plays Bill Evans
- In 1996, an album titled But Beautiful was released that featured live recordings by Bill Evans and Stan Getz made in 1974. The album includes a version of the Burke/Van Heusen standard.
- Bill Evans has recorded also the song on the albums Homecoming (1979) and Getting Sentimental (1978).
- Aretha Franklin on her album Soft and Beautiful (1969).
- The Four Freshmen on their album Voices in Latin/The Freshman Year (2001).
- Lady Gaga and Tony Bennett covered this song on their jazz album Cheek to Cheek (2014).
- Stan Getz and Kenny Barron performed a notable rendition at Umbria Jazz Festival in 1989
- Johnny Hartman recorded the song for his 1959 album, And I Thought About You.
- Billie Holiday on her album Lady in Satin (1958).
- Shirley Horn recorded the song for her 1989 Verve album, Close Enough For Love.
- Freddie Hubbard recorded the song for his album Open Sesame (1960).
- Engelbert Humperdinck included the song on his album A Lovely Way to Spend an Evening (1985).
- Linda Lawson on her album Introducing Linda Lawson (1960)
- Seth MacFarlane - In Full Swing
- Carmen McRae on her album Torchy! (1956).
- Mike Moreno recorded a version for his 2011 album First in Mind
- Gregory Porter, jazz singer, recorded the song on his 2010 album Water.
- Della Reese recorded "But Beautiful" in the recording of her album Della Reese Live in Hollywood in 1966.
- German jazz and pop artist Marc Secara recorded the song on the CD You're Everything (2008)
- Barbra Streisand on her album The Movie Album (2003).
- Nancy Wilson on her album But Beautiful (1969).
- Lorez Alexandria led off her album More of the Great Lorez Alexandria (1964) with her rendition of the song.
- Samara Joy included the tune as the last track on her eponymously named 2021 album.
- Diana Krall on her album This Dream of You (2020)
- Carmen McRae & Betty Carter "But Beautiful" (Live At The Great American Music Hall, San Francisco) (1987)
- Diana Ross - Blue (recorded in 1973, unreleased until 2006)[6]